# محسن عاشوري
محسن عاشوري (بالفارسية: محسن عاشوری) هو لاعب كرة قدم إيراني في مركز central midfielder ‏، ولد في 2 يناير 1965 في نوشهر في إيران. شارك مع منتخب إيران لكرة القدم. أما مع النوادي، فقد لعب مع نادي الغرافة ونادي برسبوليس.

## وصلات خارجية
- محسن عاشوري على موقع قاعدة بيانات كرة القدم.إي يو (الإنجليزية)
- محسن عاشوري على موقع ناشيونال فوتبول تيمز (الإنجليزية)